# Le Noyer (Cher)
Le Noyer és un municipi francès, situat al departament de Cher i a la regió de Centre – Vall del Loira. L'any 2007 tenia 272 habitants.

## Demografia

### Població
El 2007 la població de fet de Le Noyer era de 272 persones. Hi havia 124 famílies, de les quals 44 eren unipersonals (20 homes vivint sols i 24 dones vivint soles), 44 parelles sense fills, 24 parelles amb fills i 12 famílies monoparentals amb fills.
La població ha evolucionat segons el següent gràfic:
Habitants censats

### Habitatges
El 2007 hi havia 228 habitatges, 126 eren l'habitatge principal de la família, 80 eren segones residències i 22 estaven desocupats. Tots els 226 habitatges eren cases. Dels 126 habitatges principals, 103 estaven ocupats pels seus propietaris, 17 estaven llogats i ocupats pels llogaters i 6 estaven cedits a títol gratuït; 2 tenien una cambra, 14 en tenien dues, 28 en tenien tres, 41 en tenien quatre i 41 en tenien cinc o més. 119 habitatges disposaven pel capbaix d'una plaça de pàrquing. A 63 habitatges hi havia un automòbil i a 48 n'hi havia dos o més.

### Piràmide de població
La piràmide de població per edats i sexe el 2009 era:
| Homes | Edats   | Dones |
| ----- | ------- | ----- |
| 0     | 95 o +  | 0     |
| 0     | 90 a 94 | 4     |
| 0     | 85 a 89 | 4     |
| 0     | 80 a 84 | 12    |
| 12    | 75 a 79 | 4     |
| 0     | 70 a 74 | 12    |
| 12    | 65 a 69 | 12    |
| 16    | 60 a 64 | 12    |
| 8     | 55 a 59 | 4     |
| 4     | 50 a 54 | 8     |
| 12    | 45 a 49 | 12    |
| 8     | 40 a 44 | 4     |
| 12    | 35 a 39 | 8     |
| 4     | 30 a 34 | 8     |
| 0     | 25 a 29 | 8     |
| 12    | 20 a 24 | 8     |
| 4     | 15 a 19 | 8     |
| 12    | 10 a 14 | 20    |
| 0     | 5 a 9   | 8     |
| 4     | 0 a 4   | 12    |

## Economia
El 2007 la població en edat de treballar era de 167 persones, 118 eren actives i 49 eren inactives. De les 118 persones actives 102 estaven ocupades (57 homes i 45 dones) i 16 estaven aturades (5 homes i 11 dones). De les 49 persones inactives 22 estaven jubilades, 11 estaven estudiant i 16 estaven classificades com a «altres inactius».

### Ingressos
El 2009 a Le Noyer hi havia 127 unitats fiscals que integraven 265 persones, la mediana anual d'ingressos fiscals per persona era de 15.544 €.

### Activitats econòmiques
Dels 9 establiments que hi havia el 2007, 2 eren d'empreses de construcció, 3 d'empreses de comerç i reparació d'automòbils, 1 d'una empresa de transport, 1 d'una empresa de serveis, 1 d'una entitat de l'administració pública i 1 d'una empresa classificada com a «altres activitats de serveis».
Dels 4 establiments de servei als particulars que hi havia el 2009, 1 era un taller de reparació d'automòbils i de material agrícola, 1 guixaire pintor, 1 lampisteria i 1 perruqueria.
L'any 2000 a Le Noyer hi havia 17 explotacions agrícoles que ocupaven un total de 1.144 hectàrees.

## Equipaments sanitaris i escolars
El 2009 hi havia una escola maternal integrada dins d'un grup escolar amb les comunes properes formant una escola dispersa.

## Poblacions més properes
El següent diagrama mostra les poblacions més properes.